# Roxatidina
Se conoce por roxatidina a una sustancia utilizada en farmacología para disminuir la producción de ácido clorhídrico por parte de las células parietales del estómago.

## Farmacocinética

### Absorción
Después de la administración oral de los comprimidos de liberación controlada, el principio activoc es absorbido lenta y casi completamente. La toma de alimentos o antiácidos no afecta a la absorción. La sustancia madre es metabolizada rápida y completamente en su metabolito activo, que es la forma desacetilada.

### Distribución
La biodisponibilidad absoluta de roxatidina cuando se administra por vía oral es de 80-90%. Los niveles plasmáticos máximos de roxatidina se alcanzan a las 2,5-3 h después de su administración. La unión de la roxatidina a las proteínas plasmáticas es del 5-7%

### Metabolismo
Se transforma en metabolitos inactivos en el hígado.

### Excreción
Alrededor del 60% de roxatidina se excreta por vía renal y los metabolitos son igualmente excretados por vía renal. Alrededor del 96% de la dosis administrada es recuperada en las primeras 24 h después de su administración. En pacientes con una función renal normal, no se produce acumulación de roxatidina. La vida media de eliminación de roxatidina cuando se administra mediante una formulación de liberación controlada es de 6 a 7 h. La eliminación está retardada en pacientes con insuficiencia renal y entonces la dosis se tiene que ajustar en cada caso. No es necesario ajustar la dosis en pacientes de edad avanzada, a no ser que la función renal esté dañada. Alrededor del 0,2% de roxatidina es excretada por la leche materna. La roxatidina atraviesa la barrera hematoencefálica

## Farmacodinámica
El clorhidrato de acetato de roxatidina es un antagonista altamente selectivo y competitivo de los receptores histamínicos H2. Actúa inhibiendo los efectos de la histamina sobre las células parietales del estómago, y en consecuencia disminuyendo la producción y secreción de ácidos gástricos.

### Interacciones
La administración concomitante con antiácidos (neutralizantes del ácido gástrico) o bien la ingestión concomitante de alimentos no altera la absorción de la roxatidina. Sin embargo, dado que la roxatidina reduce la secreción ácida del estómago, esto puede interferir de manera diferente en la absorción de otros fármacos disminuyendo sus efectos (p. ej. ketoconazol) o bien potenciándolos (p. ej. midazolam).

## Uso clínico

### Indicaciones
- Enfermedades del esófago, estómago y duodeno debidas a hiperproducción de ácido clorhídrico:
  - Esofagitis por reflujo,
  - Úlcera duodenal
  - Úlcera gástrica benigna.
- Profilaxis de la recidiva de la úlcera duodenal y gástrica

### Efectos adversos
Para la valoración de las reacciones adversas (RAM) se tendrán en cuenta los criterios de la CIOSM.
| Reacciones adversas a Roxatadina | |
| Grupo CIOSM.                     | Tipo de reacción. |
| Poco frecuentes.                 | Cefalea |
| Raros.                           | Molestias gastrointestinales, como diarrea, estreñimiento, náuseas o vómitos. |
| Muy raros.                       | Taquicardia o bradicardia; disminución transitoria de la libido; vértigo, trastornos del sueño, inquietud y cansancio, alucinaciones; eritema, prurito, urticaria, posiblemente como reacciones de hipersensibilidad; dolor muscular y articular; aumento de los enzimas hepáticos; leucopenia, trombocitopenia, agranulocitosis o pancitopenia. |

### Contraindicaciones
- Hipersensibilidad a roxatidina o a cualquiera de sus componentes.
- Anuria.
- Insuficiencia hepática grave.
- Debe excluirse la malignidad de la úlcera gástrica.
- No se recomienda la administración a niños y jóvenes menores de 14 años.

### Presentaciones
Comprimidos de 75 mg, envase con 20 comprimidos.
Comprimidos de 150 mg, envase con 14 y 28 comprimidos.
Entre los excipientes habituales para este producto nos podemos encontrar:
- Hipromelosa,
- Lactosa monohidrato,
- Celulosa microcristalina (E 460 II),
- Estearato de magnesio y
- Macrogol 8000.